# مورگان مک‌مایکلز
مورگَن مک‌مایکلز (به انگلیسی: Morgan McMichaels) (زاده ۲۸ مهٔ ۱۹۸۱) زن‌پوش، شخصیت تلویزیونی اسکاتلندی-آمریکایی است.